# RTV-7
RTV-7 là một kênh truyền hình Hà Lan có những chương trình thuộc vùng Caribe thuộc Hà Lan được thành lập bởi Gerard Wijngaarden. Đối tượng của kênh chủ yếu bao gồm những người đến từ Antille thuộc Hà Lan và Suriname trước đây sống ở Hà Lan. Những chương trình của RTV7 thường được phát bằng tiếng Papiamento, Tiếng Hà Lan, Tiếng Anh và Tiếng Tây Ban Nha vì chúng được sản xuất bởi các kênh truyền hình khác nhau từ Mỹ Latinh và Caribe. Kênh cũng phát sóng những chương trình thời sự Suriname bằng tiếng Hà Lan và một số chương trình gốc của RTV-7.